# Ористано
Ористано (італ. Oristano) — муніципалітет в Італії, у регіоні Сардинія,  провінція Ористано.
Ористано розташоване на відстані близько 400 км на південний захід від Рима, 90 км на північний захід від Кальярі.
Населення — 31 677 осіб (2014).
Щорічний фестиваль відбувається 13 лютого. Покровитель — Sant'Archelao.

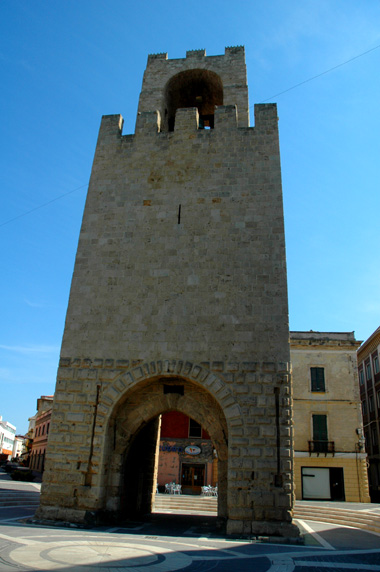

## Демографія
Населення за роками:

Станом на 1 січня 2023 року в муніципалітеті офіційно проживали 933 іноземці з 71 країни, серед них 362 громадяни країн Євросоюзу та 22 громадяни України.

## Сусідні муніципалітети
- Баратілі-Сан-П'єтро
- Кабрас
- Нуракі
- Пальмас-Арбореа
- Санта-Джуста
- Сіамаджоре
- Сіаманна
- Сімаксіс
- Соларусса
- Віллаурбана
- Цеддіані